# توم كامبل (لاعب هوكي الجليد)
توم كامبل هو لاعب هوكي الجليد كندي، ولد في 10 مارس 1922 في تورونتو في كندا، وتوفي في 26 مارس 1996.